# 第57摩托化旅 (烏克蘭)
第 57 奧塔曼·科斯特·霍迪延科摩托化旅 (羅馬化：57-ma okrema motopikhotna bryhada imeni koshovoho otamana Kostia Hordiienka (57 OMPBr)) 是烏克蘭陸軍的一支部隊, 於2014年11月在基洛夫格勒州克羅皮夫尼茨基組建。最初，該旅由三支志願軍領土防衛營組成。到2015年夏天，第57摩托化旅被指派參與頓巴斯戰爭。據報陸軍計劃未來將其改编為機械化部隊。
2019年5月6日，該旅獲得榮譽稱號科斯特·霍爾季延科(Kost Hordiienko)，一位18世紀札波羅結哥薩克基什奧塔曼(Kosh otaman)。
在2022年俄羅斯入侵烏克蘭期間，第57摩托化旅因解放赫爾松州其間的表現而獲得烏克蘭總統弗拉基米爾·澤連斯基最近設立的“勇氣和勇敢”獎章。 此外,該部隊還因其服役人員曾榮獲 275 項國家獎項而聞名。

## 部隊結構
截至2017年，該旅的結構如下：
- 第57摩托化旅，克羅皮夫尼茨基
  - 本部連
  - “克羅皮夫尼茨基”第 17 摩托化步兵營
  - 第 34 摩托化步兵營“Batkivshchyna”
  - 第42摩托化步兵營“Rukh Oporu”
  - 旅砲兵群
    - 目標偵測連
    - 榴彈砲兵營（D-20）
    - 反坦克砲兵營（T-12）

  - 防空導彈砲兵營
  - 偵察連
  - 坦克連
  - 工程連
  - 維修連
  - 運輸連
  - 信號連
  - 醫療連
  - 狙擊排